# Beni Slimane
Beni Slimane là một đô thị thuộc tỉnh Médéa, Algérie. Dân số thời điểm năm 2002 là 31.588 người.